# 五三工廠
五三工厂又稱國營五三工廠、国营第321厂，是位於中華人民共和國遼寧省沈阳市沈河区惠工街的一家軍工廠，占地面积130公顷，建筑面积30万平方米。工廠由奉系军阀建於1920年，當時名為奉天军械厂枪弹工场，後來更名為东三省兵工厂枪弹厂。1931年更名為奉天造兵所。第二次世界大戰結束，日本投降，國民政府接收後又更名為兵工署第九十工厂枪弹所。1949年更名為五三工厂。1950年6月，五三工厂為支援朝鮮戰爭而進行大批量生產。1953年1月，工厂被政务院财政经济委员会和中华全国总工会評定为“全国模范工厂”。改革開放後的1982年，工廠開始生產民用產品。